# Galle (città)
Galle (singalese ගාල්ල; tamil காலி) (pronunciato come se fosse una sillaba, simile a "Gól", in singalese, IPA [gaːlːə]) è una città situata sulla punta sud-occidentale dello Sri Lanka, a 119 km da Colombo. Galle era nota con il nome di Gimhathiththa (nonostante Ibn Battuta, nel XIV secolo, la chiamasse Qali) prima dell'arrivo dei portoghesi nel XVI secolo, quando divenne il principale porto dell'isola. Galle raggiunse il massimo fulgore nel XVIII secolo, prima di passare sotto il dominio britannico, quando venne sviluppato il porto di Colombo.
Galle si trova nel distretto di Galle.
Il 26 dicembre 2004 la città venne devastata dal maremoto causato da un terremoto con epicentro a migliaia di chilometri dalla costa, al largo dell'Indonesia. Migliaia di cittadini morirono in quell'occasione. Gran parte della città venne distrutta, tranne un piccolo tempio buddista che nonostante sia circondato dal mare, non ha subito alcun danno dell'onda dello tsunami.
Galle è il miglior esempio di città fortificata costruita dagli europei nel sud e sud-est dell'Asia, e mostra le interazioni tra gli stili architettonici europei e le tradizioni asiatiche. La città vecchia è un patrimonio dell'umanità nonché la più grande fortezza di origine europea tra quelle rimaste in Asia. Altri importanti segni distintivi di Galle sono la Cattedrale di Santa Maria, fondata dai padri gesuiti.
Galle è la città più importante della parte meridionale dell'isola, con una popolazione di circa 100 000 abitanti, ed è collegata a Colombo e Matara grazie alla ferrovia. Ospita uno stadio di cricket, il Galle International Stadium, dove si giocano i test match di cricket.
Rumassala Kanda è una grande collina che funge da barriera protettiva per il porto di Galle. La tradizione locale la associa ad alcuni fatti narrati nel Rāmāyaṇa.

## Storia

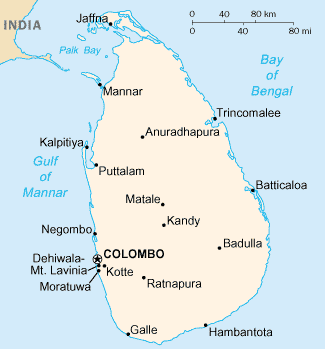
Lo Sri Lanka con indicazione di Galle

Secondo James Emerson Tennent Galle corrisponde all'antico porto di Tarsis, da cui Re Salomone ricavava avorio, pavoni ed altre cose preziose. Sicuramente la cannella veniva esportata già prima del 1400 a.C. è l'origine del nome può essere fatta risalire alla lingua ebraica, ed in questo caso Galle potrebbe essere stato il principale fornitore di spezie.

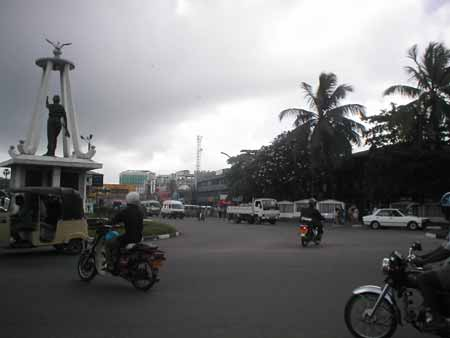
Panorama della città preso dalla costa

Galle fu un importante porto ben prima del dominio occidentale sull'isola. Persiani, arabi, greci, romani, malesi ed indiani mantennero rapporti commerciali con Galle. La storia "moderna" della città inizia nel 1505, quando la prima nave portoghese, sotto il comando di Lourenço de Almeida, arrivò qui a capo di una flotta dispersasi a causa di una tempesta; fu questo il primo approdo di una nave europea sull'isola di Ceylon. I cittadini si rifiutarono di arrendersi ai portoghesi che dovettero prendere la città con la forza.
Nel 1640 i portoghesi si dovettero sottomettere alla Compagnia Olandese delle Indie Orientali. Gli olandesi costruirono nel 1663 la fortezza che resiste tuttora. La difesero con un muro fortificato, usando solido granito, e potenziandola con tre bastioni chiamati "sole", "luna" e "stella".

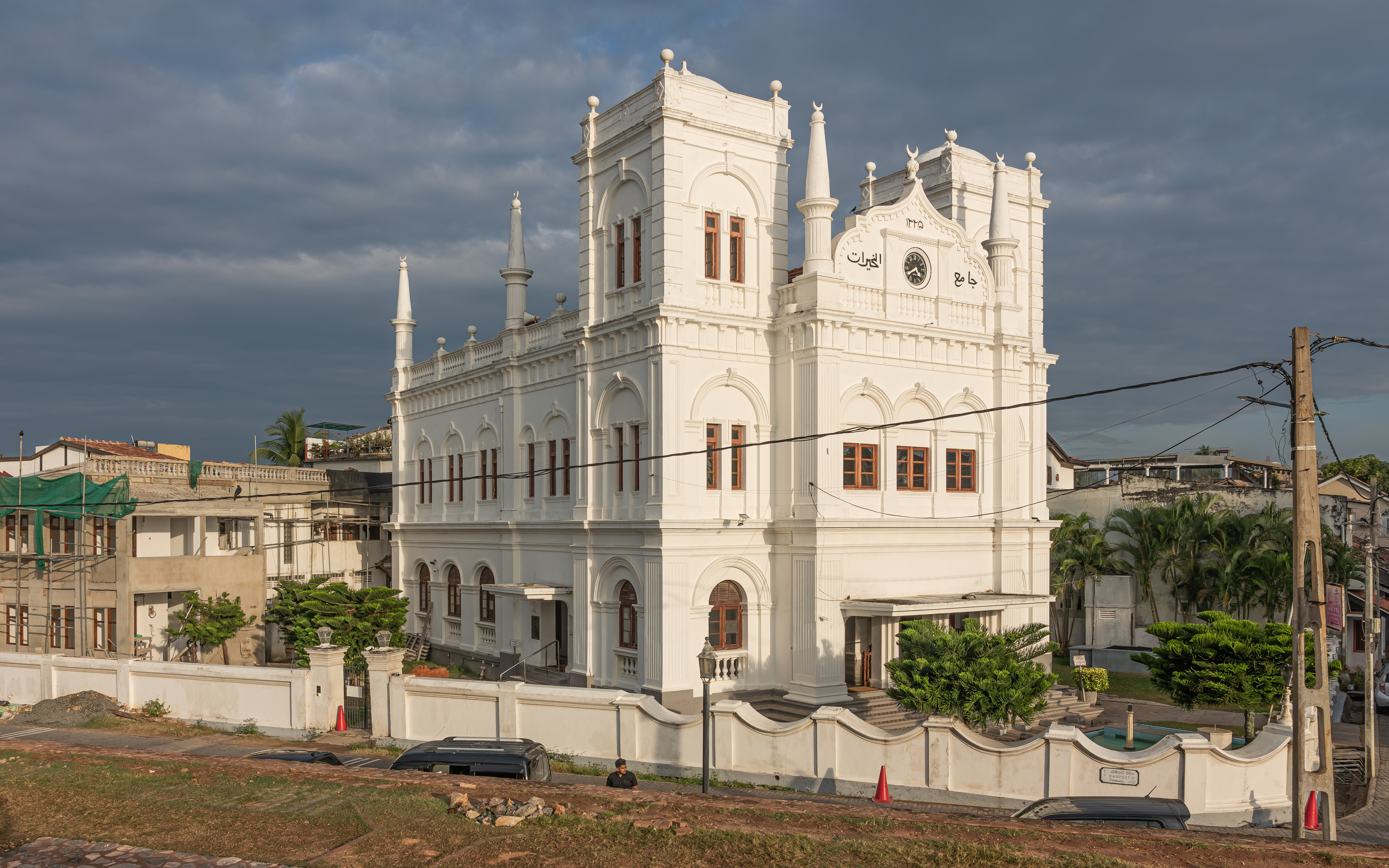
La moschea

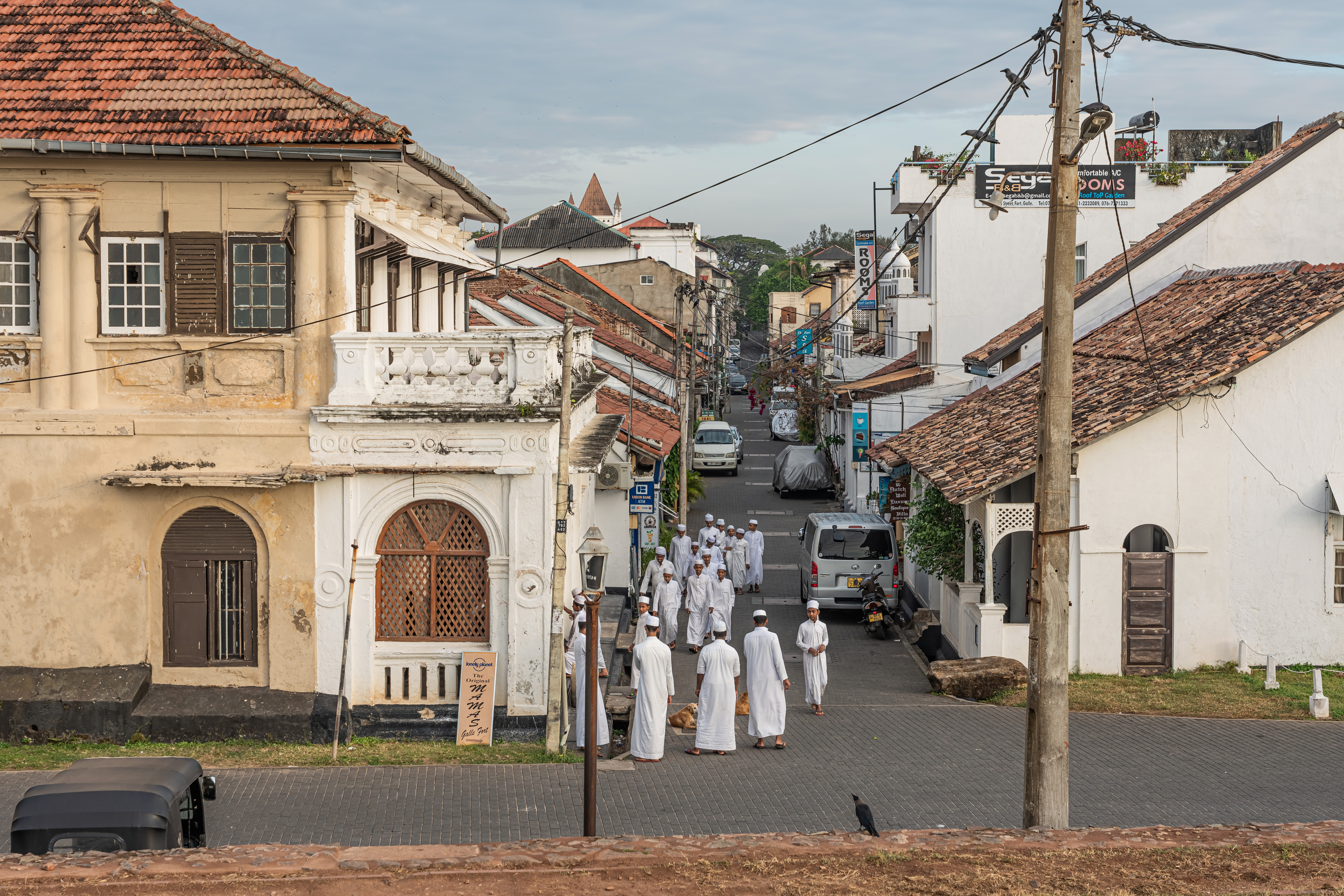
Le strade di Galle

I britannici, dopo aver conquistato lo stato nel 1796, non modificarono la fortezza, ma la usarono come centro amministrativo di Galle.

## Società

### Evoluzione demografica
Galle è una grande città, per gli standard dello Sri Lanka, ed ha una popolazione di 90 934 abitanti, la maggior parte dei quali di etnia singalese; vi è una considerevole minoranza di islamici che discendono dai commercianti arabi che lavorarono con l'antica Galle.
| Etnia                             | Popolazione | % del totale |
| --------------------------------- | ----------- | ------------ |
| Singalesi                         | 66.114      | 72,71        |
| Tamil dello Sri Lanka             | 989         | 1,09         |
| Tamil indiani                     | 255         | 0,28         |
| Islamici                          | 23.234      | 25,56        |
| Altri (compresi burgher e malesi) | 342         | 0,38         |
| Total                             | 90.934      | 100          |

## Università
Due importanti facoltà dell'Università di Ruhuna si trovano a Galle. La facoltà di ingegneria è situata ad Hapugala, a 5 km circa dal centro cittadino. Quella di medicina si trova a Karapitiya, vicino al Karapitiya Hospital.

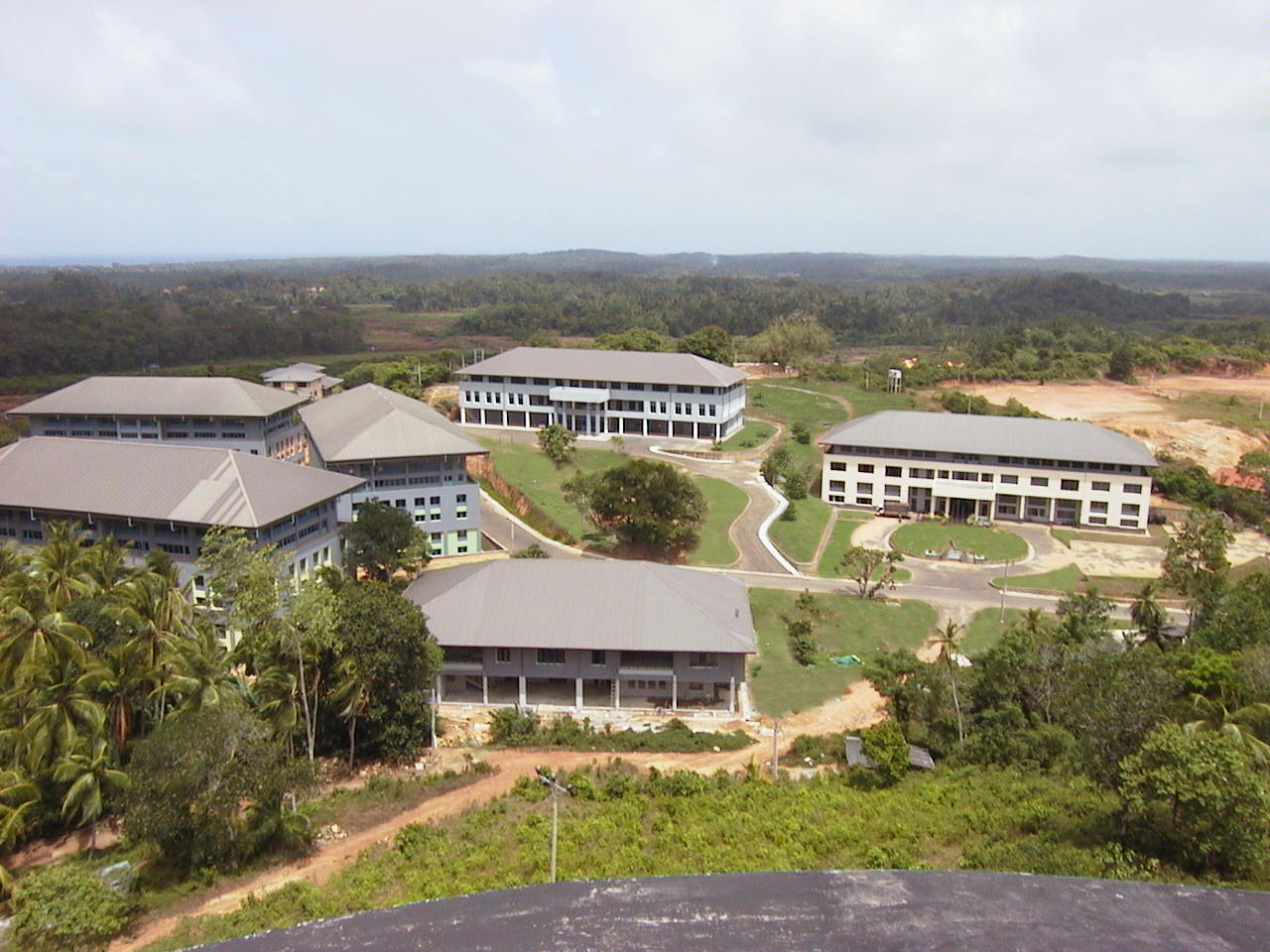
Facoltà di ingegneria, Galle

## Scuole
- Malharus Sulhiya National School (Tamil & Singalese)
- Muslim Ladis College (Tamil & Singalese)
- Richmond College (fondato nel 1876)
- Vidayaloka College
- Mahinda College  (fondato nel 1892)
- St.Aloysious College (fondato nel 1895)
- Southlands College (Southland Balika)
- Sacred Heart Convent
- Sangamitta College
- Rippon College
- Nagoda National Royal College
- All Saints College (fondato nel 1867)
- Siridamma College
- Christ Church Girls' College(fondato nel 1888)
- Olcot Mix College

## Amministrazione

### Gemellaggi
La città di Galle è gemellata con:
| - - Velsen, Paesi Bassi - - Melbourne, Australia (dopo il devastante tsunami del 2004 Melbourne adottò Galle al fine di finanziare la ricostruzione del suo famoso campo di cricket) |